# Karen Moe

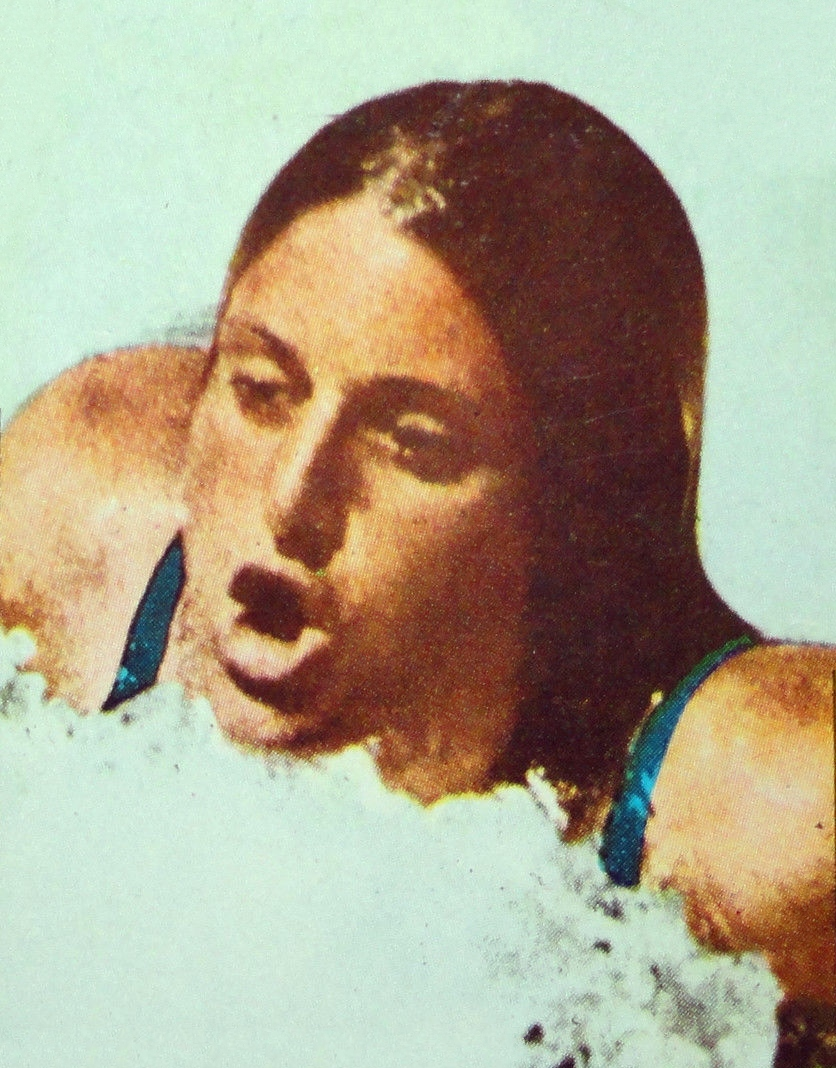
Karen Moe 1in 972

Karen Patricia Moe-Thornton (22 januari 1952) is een voormalig topzwemster uit de Verenigde Staten, die in 1972 de gouden medaille won op de 200 meter vlinderslag bij de Olympische Spelen van München.
Moe werd geboren op de Filipijnen, maar verhuisde op jonge leeftijd met haar ouders naar Orinda, Californië. Haar zwemcarrière begon op haar achtste, als lid van de The Orinda Aqua Bears Swim Team, en ondanks rugproblemen verbeterde Moe in 1970 het wereldrecord op de 200 meter vlinderslag van de op dat moment regerend olympisch kampioene Ada Kok. Die prestatie herhaalde ze onder leiding van coach George Haines nog driemaal. 
Bij haar tweede olympische optreden, in 1976 in Montréal, kwam Moe – inmiddels getrouwd met Mike Thornton – niet verder dan de vierde plaats op de 200 vlinder. In totaal won ze acht Amerikaanse titels, en verbeterde ze zeven Amerikaanse records. Moe werd in 1992 opgenomen in de International Swimming Hall of Fame.